# Lironosowate
Lironosowate, lironosy (Megadermatidae) – rodzina ssaków z podrzędu rudawkokształtnych (Pteropodiformes) w obrębie rzędu nietoperzy (Chiroptera).

## Rozmieszczenie geograficzne
Rodzina obejmuje gatunki zamieszkujące strefę subtropikalną i tropikalną Starego Świata (od Afryki po Australię).

## Charakterystyka
Największe gatunki (australijska Macroderma gigas, indyjska Lyroderma lyra) są drapieżne, polują na drobne ssaki, jaszczurki i ptaki. Mniejsze (afrykańska Lavia frons) polują na owady.

## Systematyka
Do rodziny należą następujące występujące współcześnie rodzaje:
- Lavia J.E. Gray, 1838 – lawia – jedynym przedstawicielem jest Lavia frons (É. Geoffroy Saint-Hilaire, 1810) – lawia żółtoskrzydła
- Cardioderma W.C.H. Peters, 1873 – serconos – jedynym żyjącym współcześnie przedstawicielem jest Cardioderma cor (W.C.H. Peters, 1872) – serconos afrykański
- Megaderma É. Geoffroy Saint-Hilaire, 1810 – lironos – jedynym żyjącym przedstawicielem jest przedstawicielem jest Megaderma spasma (Linnaeus, 1758) – lironos żółtożyłkowany
- Lyroderma W.C.H. Peters, 1872
- Eudiscoderma Soisook, Prajakjitr, Karapan, C.M. Francis & P.J.J. Bates, 2015 – jedynym przedstawicielem jest Eudiscoderma thongareeae Soisook, Prajakjitr, Karapan, Francis & P.J.J. Bates, 2015
- Macroderma G.S. Miller, 1906 – dusznik – jedynym żyjącym współcześnie przedstawicielem jest Macroderma gigas (Dobson, 1880) – dusznik australijski

Opisano również rodzaj wymarły:
- Saharaderma Gunnell, Simons & Seiffert, 2008 – jedynym przedstawicielem był Saharaderma pseudovampyrus Gunnell, Simons & Seiffert, 2008.